# David Hammerstein
David Hammerstein Mintz (23 de septiembre de 1955, Los Ángeles) es un sociólogo y político ecologista español de origen estadounidense (obtuvo la nacionalidad en el año 1986). Ha trabajado y colaborado con La Confederación de Los Verdes desde 1999, así como con la formación Los Verdes de Europa.
Fue eurodiputado desde 2004 al 2009, fruto del pacto electoral para concurrir a dichas elecciones entre el PSOE y la Confederación de Los Verdes, formación en la que militaba en dicha fecha. Estuvo adscrito al grupo parlamentario de Los Verdes/ALE del Parlamento Europeo, destacándose en temas como la lucha contra la corrupción urbanística, la minería a cielo abierto, la contaminación o la defensa del software libre, entre otros.

## Biografía[1]
De madre canadiense y abuelos polacos y bielorrusos, nació en Los Ángeles. En 1978 termina sus estudios de Sociología en la Universidad de California (1973-1978), partiendo ese mismo año a España y obteniendo la nacionalidad española en 1986.
En los años 80 y 90 se destacó como líder vecinal en defensa del centro histórico de Valencia, así como en numerosas campañas en defensa del medio ambiente urbano y la huerta agrícola. 
Entre 1991 y 1999 fue profesor  de secundaria de economía natural y geografía en un colegio internacional cooperativo en Godella (Valencia), y después y hasta 2003 como asesor ambiental.
A partir de 1998 y hasta 2003 fue portavoz de Els Verds del País Valencià, y en 1999 empieza a trabajar para Los Verdes, siendo nombrado Portavoz internacional y Delegado español en la Federación Europea de Partidos Verdes del año 2000 al 2004. Estos cargos le permitieron colaborar estrechamente con líderes verdes europeos como Daniel Cohn-Bendit, Monica Frassoni, Alexander de Roo, Patricia McKenna y Reinhard Buetikofer, carrera política que culminaría siendo eurodiputado durante la Sexta legislatura del Parlamento Europeo (2004-2009).
Trabaja para una ONG internacional sobre cuestiones de propiedad intelectual en el campo del acceso al conocimiento, medicamentos para los más pobres y libertades digitales. Sigue participando asimismo en actividades ecologistas e iniciativas a favor de la paz en el Oriente Próximo.

## Elecciones de 2004

### Elecciones generales de España
Fruto del acuerdo electoral entre el PSOE y la Confederación de los Verdes (defendido entre otros, por José María Mendiluce, aunque sin unanimidad dentro de la Confederación), Hammerstein fue el coordinador de Els Verds en la campaña conjunta en la Comunidad Valenciana, participando en ruedas de prensa junto a Leire Pajín en Alicante y otros líderes del PSPV en Valencia.

### Parlamentario Europeo (2004-2009)
Ese mismo año, y como fruto del mismo acuerdo de asociación política, Hammerstein fue elegido eurodiputado como número 20 de la lista del PSOE. Se integró en el grupo parlamentario Verdes/ALE, que constaba de 42 eurodiputados de un total de 785. En el Parlamento fue miembro titular de las Comisión de Peticiones (que potencia la participación directa de la ciudadanía) y de la Comisión de Industria, Investigación y Energía, donde se especializó en cuestiones como internet, las telecomunicaciones, la propiedad intelectual, la investigación científica o las energías renovables y las sustancias tóxicas. 

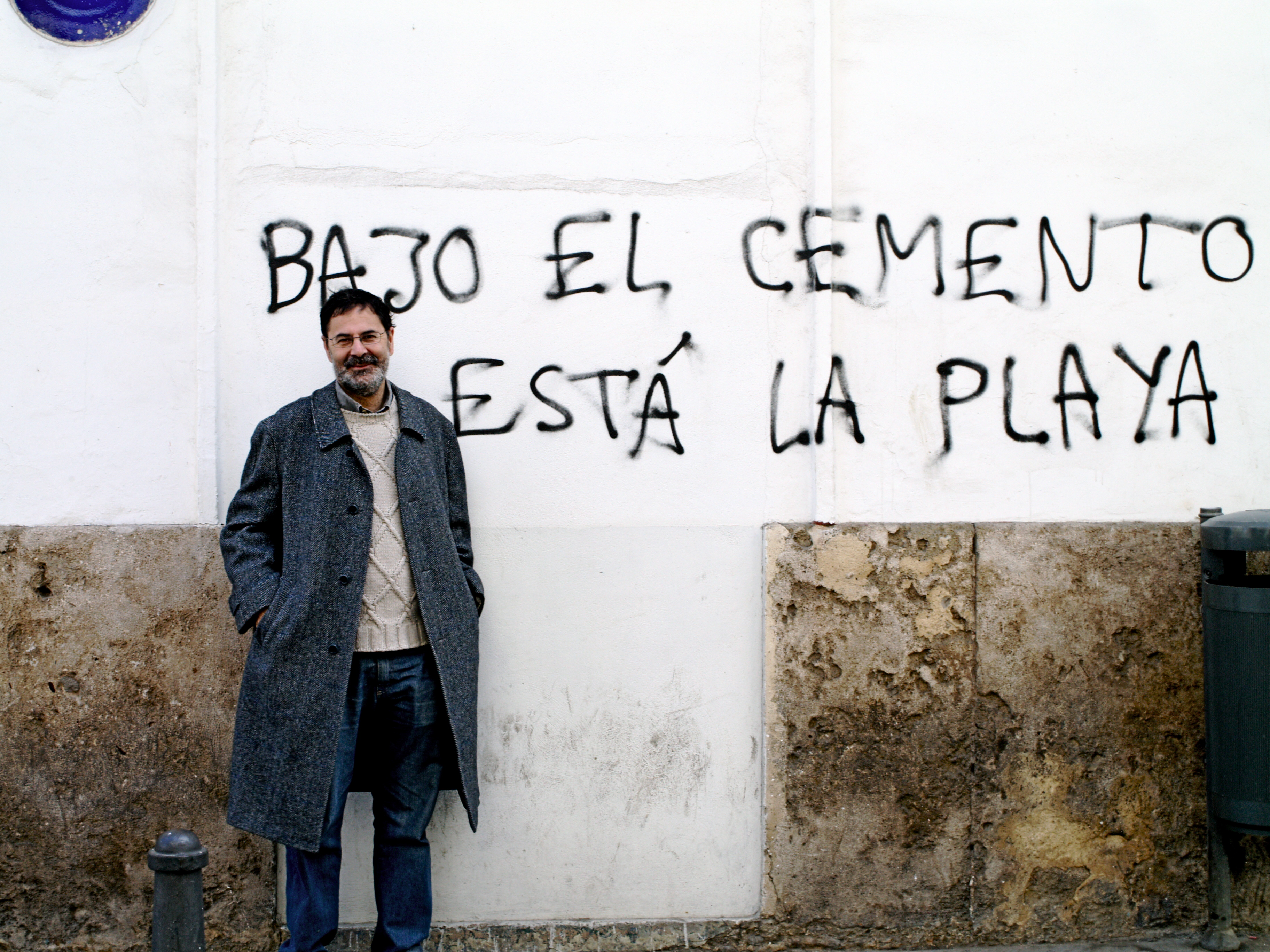
Foto denuncia del urbanismo masivo en la costa española.

Fue asimismo suplente de la Comisión de Asuntos Exteriores y se especializó en el conflicto de Oriente Próximo, participando en diversas delegaciones oficiales y no oficiales en Israel, los Territorios Palestinos, el Líbano y Siria. Asimismo participó en la Asamblea Euromediterránea y las Delegaciones para Israel y Palestina; y fue  vicepresidente del Intergrupo de Bienestar Animal del Parlamento. 
En las propias palabras de Hammerstein durante la legislatura: intento cubrir todo el estado español cuando no hay otro representante político dispuesto a representar a alguna inquietud ambiental o vecinal, lo que sucede muy a menudo. No es nada fácil vista la enorme cantidad de demandas ciudadanas que intento canalizar hacia las instituciones europea […] He presentado muchas y variadas preguntas parlamentarias sobre estas cuestiones.

#### Áreas de trabajo
Como miembro de la Comisión de Peticiones del Parlamento Europeo Hammerstein se distinguió por su labor de denuncia del incumplimiento de las directivas europeas en materia de medio ambiente, urbanismo en Valencia Murcia, Castilla-La Mancha, Andalucía, Cabo de Gata (Almería), estaciones de esquí en San Glorio y La Covatilla, Puerto de Granadilla en Tenerife, temas de movilidad como la M-30, M-501 y Plan de Carreteras de la Comunidad de Madrid o autopista Vejer-Tarifa, la minería a cielo abierto en el Valle de Laciana (León), balsas de fosfoyesos en el Polo Químico de Huelva la importación de pescado panga desde Vietnam etc.
Apoyó el Sí a la Constitución Europea, aprobada en España (febrero de 2005), aunque finalmente no entraría en vigor debido al rechazo de Francia y los Países Bajos.
También participó en visitas del Parlamento Europeo a Polonia (Vía Báltica) e Italia (conexión ferroviaria interalpina).
Como miembro del Parlamento Europeo realizó visitas a Oriente Medio, Kosovo, Bulgaria, Polonia... destacando la entrada en la franja de Gaza durante el conflicto de 2008-2009, sin la autorización expresa del gobierno israelí junto a otros 8 eurodiputados. En palabras de Hammerstein: No puede haber guerra sin testigos. Ésa es la llave de la impunidad.
En el apartado de urbanismo, destacó su labor de denuncia de corrupción urbanística en España (y principalmente en la Comunidad Valenciana, que llevaría finalmente, y tras 5 años de estudio a la aprobación del Informe Auken en el Europarlamento el 26 de marzo de 2009. Este informe (aunque no vinculante) pedía, entre otras cosas a las autoridades regionales competentes que declaren una moratoria de todos los planes urbanísticos nuevos que no respetan los criterios rigurosos de sostenibilidad medioambiental y responsabilidad social, recordaba  que la Comisión [...] está facultada a interrumpir la provisión de fondos estructurales y de cohesión y criticaba los poderes con frecuencia excesivos otorgados a los urbanistas y promotores inmobiliarios por parte de determinadas autoridades locales, en lo que consistía una crítica completa al modelo de urbanismo español.  La aprobación del Europarlamento se llevó a cabo a pesar de la campaña de los partidos mayoritarios españoles PP y PSOE en su contra.
Fue además miembro de la Comisión de Industria y Energía del Parlamento y ponente para el 7º Programa Marco para Investigación y Desarrollo en la UE. Es un firme defensor del software libre, tema al que también dedicó parte de su actividad parlamentaria.

### Polémicas
En 2006 fue acusado por su colaboradora Rosa Santrich de acoso laboral y de haberle despedido por descubrir documentación en la que supuestamente falseaba el salario abonado a sus empleados. La Oficina Antifraude de la UE, tras completar una investigación, percibió indicios de delito y decidió remitirla a los tribunales competentes de España y la UE. El informe hablaría de decenas de miles de euros malversados. Otro miembro de Los Verdes y exasesor del Ministerio de Medio Ambiente, José Santamarta, le acusó de utilizar los fondos de la UE para adquirir en Bruselas una casa para su pareja, y de pagar a sus asesores 600 euros mientras declaraba 3000. Finalmente, el señor Santamarta fue condenado en sentencia firme por difamación por un juzgado de Valencia. Todas las acusaciones de fraude contra David Hammerstein fueron archivadas por falta de pruebas sin que hubiera imputación alguna.

Abandonó la Confederación de los Verdes dos años después de tomar posesión de su cargo, según Hammerstein, por el desacuerdo por las medidas tomadas desde la dirección del partido (expulsiones del partido de miembros del partido valenciano Els Verds del País Valencià por apoyar la Constitución Europea y ataques personales a él y su equipo). Sin embargo, la opinión del partido fue que lo abandonó para eludir las consecuencias del expediente abierto por no rendir cuentas conforme a los estatutos del partido. Posteriormente, este mismo partido solicitó su dimisión de Los Verdes europeos por el presunto fraude y los escándalos políticos.
Sin embargo, finalmente el Parlamento Europeo ratificó la regularidad de sus cuentas y todos los procesos se cerraron sin ningún tipo de condena hacia Hammerstein.

## Enlaces relacionados
- Sexta legislatura del Parlamento Europeo
- Els Verds del País Valencià
- Partido Verde Europeo